# Dalgona

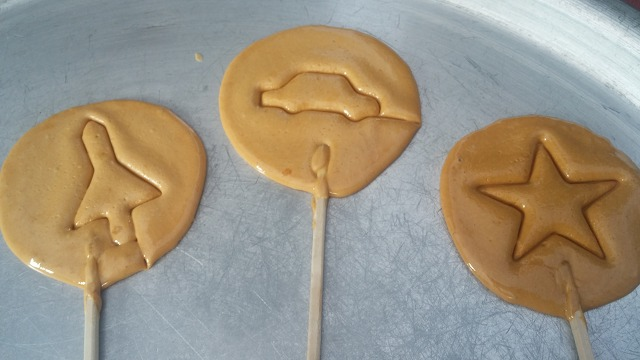
Dalgona met erin gestanste figuurtjes

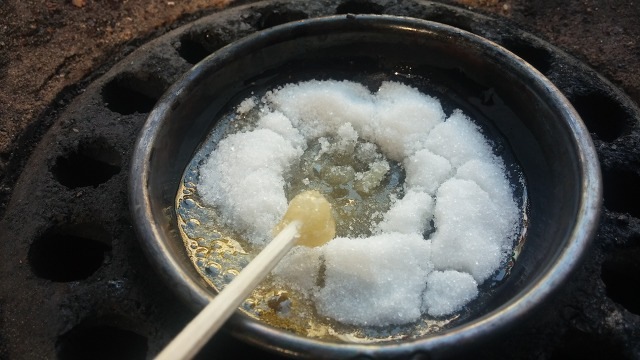
Bereiding van dalgona op houtskoolbriketten

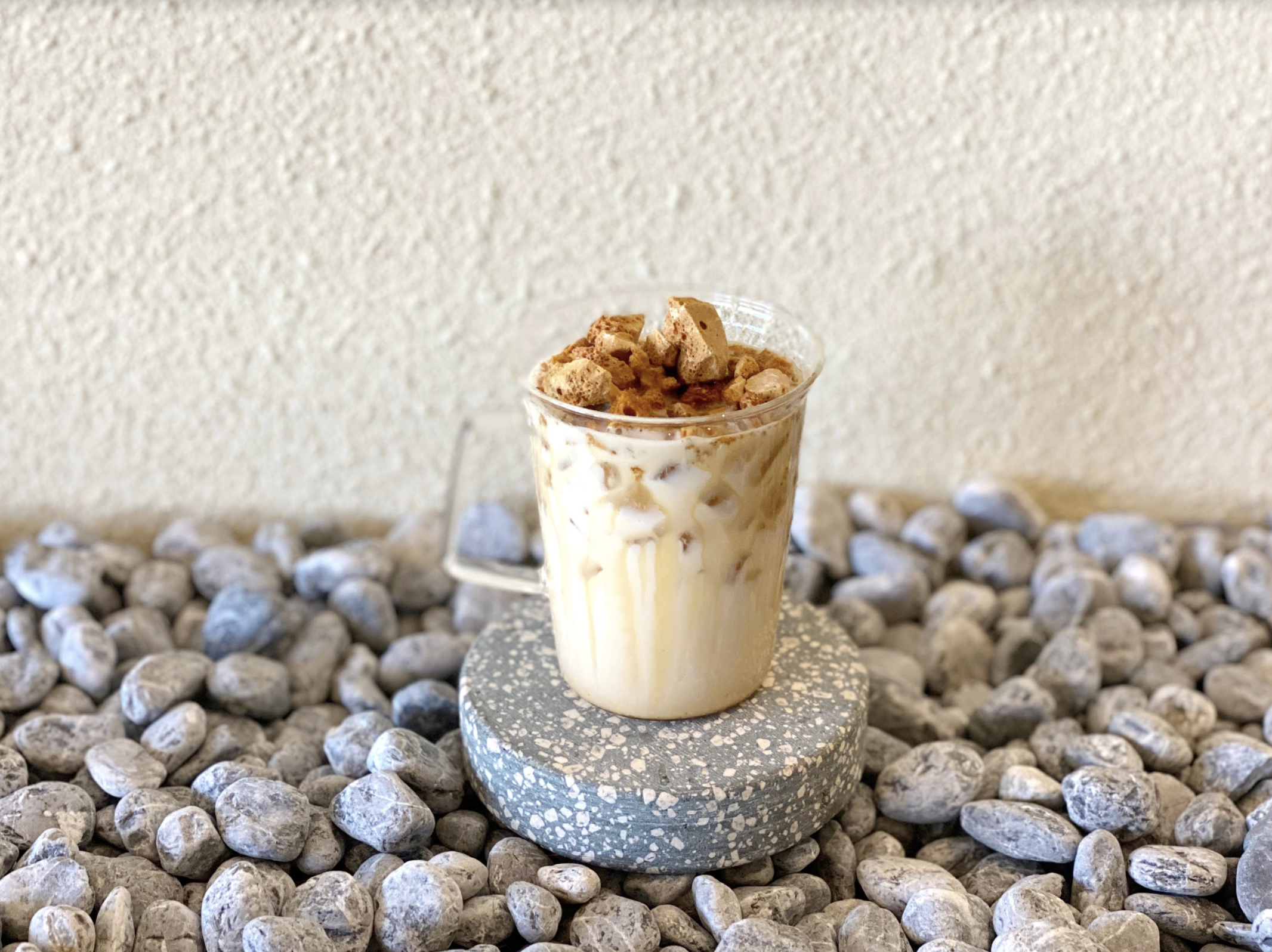
Verkruimelde dalgona geserveerd op ijsthee in een café in Seoel in 2020

Dalgona of ppopgi (Koreaans: 뽑기) is Koreaans suikerwerk dat gemaakt wordt met gesmolten suiker en baksoda.
Het snoepgoed was populair in de jaren 1970 en 1980, en te koop bij straathandelaren. Het wordt nog steeds wel gegeten als retrosnoep. In de verschillende regio's van Korea is het onder meerdere namen bekend.

## Bereiding en serveren
Dalgona wordt gemaakt door een snufje baksoda te mengen met gesmolten suiker. Door de warmte van de gesmolten suiker wordt het bakpoeder ontleed (thermolyse) en ontstaat er koolstofdioxide, die ervoor zorgt dat de gesmolten suiker gaat schuimen. Wanneer het geheel is afgekoeld, resteert een krokant en lichtgewicht stuk snoepgoed.
Voordat de romige beige vloeistof is uitgehard, wordt het uitgegoten op een glad oppervlak en platgedrukt, en wordt er een figuurtje in gestanst. Volgens de oorspronkelijke traditie is het de bedoeling dat de eters van het snoepgoed eerst het snoepgoed rondom het figuurtje opeten, zonder daarbij het gestanste figuurtje te breken. Als dat lukt, krijgt de eter gratis een tweede dalgona.

## In de media
- Tijdens de verplichte thuisquarantaine als gevolg van de coronapandemie werd het thuis maken van dalgona populair op sociale media. De New York Times en de BBC prezen het maken van "K-dalgona" met grote koppen in de krant aan.
- In de Zuid-Koreaanse dramaserie Squid Game (2021) was het ongeschonden verwijderen van het gestanste figuurtje het tweede van de zes spellen die kandidaten moesten zien te overleven voor een grote geldprijs.[3]